# Aire d'attraction de Châlons-en-Champagne
L'aire d'attraction de Châlons-en-Champagne est un zonage d'étude défini par l'Insee pour caractériser l’influence de la commune de Châlons-en-Champagne sur les communes environnantes. Publiée en octobre 2020, elle se substitue à l'aire urbaine de Châlons-en-Champagne, qui comportait 66 communes dans le zonage de 2010.

### Carte

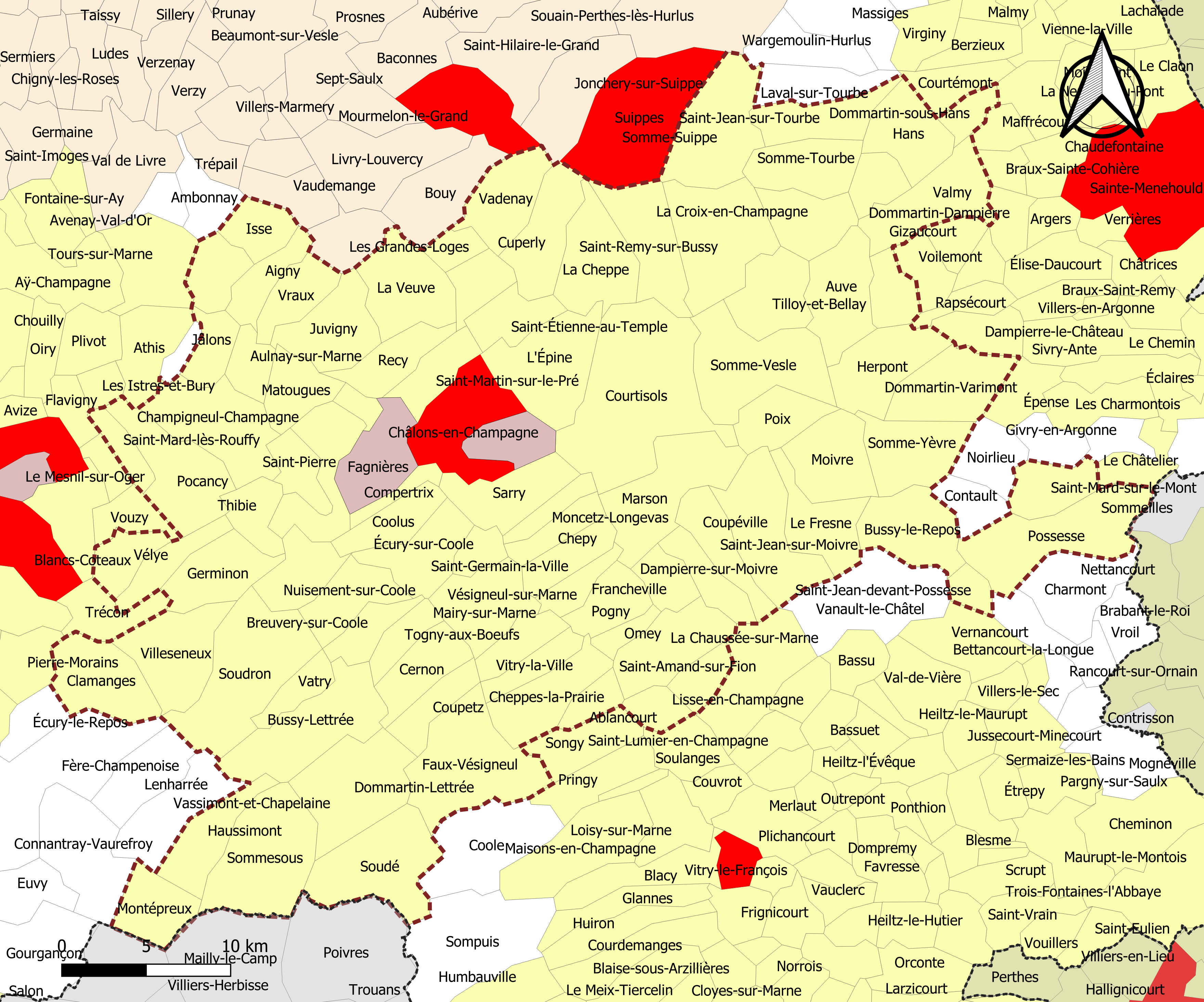
Carte de l'aire d'attraction de Châlons-en-Champagne.
Commune-centre
Commune du pôle principal
Commune de la couronne

## Définition
L'aire d'attraction d'une ville est composée d’un pôle, défini à partir de critères de population et d’emploi ainsi que d’une couronne constituée des communes dont au moins 15 % des actifs travaillent dans le pôle. Le pôle d’attraction constitue ainsi un point de convergence des déplacements domicile-travail,.

## Géographie
L’aire d'attraction de Châlons-en-Champagne est une aire intra-départementale qui comporte 97 communes dans la Marne. 

### Composition communale
| Catégorie                  | Département | Communes | Communes |
| Catégorie                  | Département | Nombre   | Libellé |
| -------------------------- | ----------- | -------- | --- |
| Commune-centre             | Marne       | 1        | Châlons-en-Champagne. |
| Communes du pôle principal | Marne       | 2        | Fagnières, Saint-Memmie. |
| Communes de la couronne    | Marne       | 94       | Ablancourt, Aigny, Aulnay-l'Aître, Aulnay-sur-Marne, Auve, Breuvery-sur-Coole, Bussy-le-Château, Bussy-le-Repos, Bussy-Lettrée, Cernon, Chaintrix-Bierges, Champigneul-Champagne, La Chaussée-sur-Marne, Cheniers, La Cheppe, Cheppes-la-Prairie, Chepy, Clamanges, Compertrix, Condé-sur-Marne, Coolus, Coupetz, Coupéville, Courtisols, La Croix-en-Champagne, Cuperly, Dampierre-au-Temple, Dampierre-sur-Moivre, Dommartin-Lettrée, Dommartin-sous-Hans, Dommartin-Varimont, Écury-sur-Coole, L'Épine, Faux-Vésigneul, Francheville, Le Fresne, Germinon, Hans, Haussimont, Herpont, Isse, Jâlons, Juvigny, Mairy-sur-Marne, Marson, Matougues, Moivre, Moncetz-Longevas, Montépreux, Nuisement-sur-Coole, Omey, Pocancy, Pogny, Poix, Possesse, Recy, Saint-Étienne-au-Temple, Saint-Germain-la-Ville, Saint-Gibrien, Saint-Hilaire-au-Temple, Saint-Jean-devant-Possesse, Saint-Jean-sur-Moivre, Saint-Jean-sur-Tourbe, Saint-Mard-sur-Auve, Saint-Mard-lès-Rouffy, Saint-Mard-sur-le-Mont, Saint-Martin-aux-Champs, Saint-Martin-sur-le-Pré, Saint-Pierre, Saint-Quentin-sur-Coole, Saint-Remy-sur-Bussy, Sarry, Sogny-aux-Moulins, Somme-Bionne, Sommesous, Somme-Suippe, Somme-Tourbe, Somme-Vesle, Somme-Yèvre, Soudé, Soudron, Thibie, Tilloy-et-Bellay, Togny-aux-Bœufs, Vadenay, Valmy, Vatry, Vélye, Vésigneul-sur-Marne, La Veuve, Villers-le-Château, Villeseneux, Vitry-la-Ville, Vraux. |

## Démographie
Cette aire est catégorisée dans les aires de 50 000 à moins de 200 000 habitants, une catégorie qui regroupe 18,4 % de la population au niveau national,.